# 고마노 유이치
고마노 유이치(일본어: 駒野 友一, 1981년 7월 25일 ~ )는 일본의 전 축구 선수로 현역 시절 산프레체 히로시마, 주빌로 이와타, FC 도쿄, 아비스파 후쿠오카, FC 이마바리 등에서 오른쪽 풀백으로 활약했으며 2002년 아시안 게임 은메달리스트이다.

## 구단 경력
그는 2000년부터 2022년까지 J리그의 산프레체 히로시마, 주빌로 이와타, FC 도쿄, 아비스파 후쿠오카, FC 이마바리에서 활동하였다.

## 국가대표팀 경력
그는 2001년 FIFA 세계 청소년 축구 선수권 대회에 참가할 일본 U-20 국가대표팀에 발탁되었으며, 3경기에 출전했다.
2002년 아시안 게임에 참가할 일본 U-23 국가대표팀에 발탁되었으며, 은메달 획득에 기여했다. 2004년 하계 올림픽에도 출전했다.
그는 2005년 동아시아 축구 선수권 대회에 참가할 일본 국가대표팀에 발탁되었으며, 8월 3일 중국와의 경기에서 데뷔했다. 2006년 FIFA 월드컵, 2007년 AFC 아시안컵에 출전했다.
2010년 FIFA 월드컵에도 출전, 파라과이와의 16강전에서 일본의 세 번째 승부차기 키커로 나섰지만 그가 찬 공이 크로스바를 맞고 실축하는 바람에 일본은 파라과이에 승부차기 3:5로 패하고 말았다. 일본으로 귀국한 뒤 와카야마 현지사로부터 공로 메달을 받았다.
2013년 EAFF 동아시안컵에서 주장으로 출전, 우승에 기여했다. 그는 2013년까지 국제 A매치 통산 78경기에 출전, 1득점을 넣었다.

## 통계
| 일본 | 일본 | 일본 |
| 연도 | 출전 | 득점 |
| ---- | ---- | ---- |
| 2005 | 5    | 0    |
| 2006 | 10   | 0    |
| 2007 | 12   | 0    |
| 2008 | 13   | 0    |
| 2009 | 9    | 0    |
| 2010 | 11   | 0    |
| 2011 | 7    | 1    |
| 2012 | 5    | 0    |
| 2013 | 6    | 0    |
| 통산 | 78   | 1    |